# حواصیل برکه‌ای
حواصیل برکه‌ای (نام علمی: Ardeola) نام یک سرده از تیره حواصیل است.

## گونه‌ها
- حواصیل برکه‌ای هندی،  Ardeola grayii
- حواصیل زرد،  Ardeola ralloides
- Chinese pond heron, Ardeola bacchus
- Javan pond heron, Ardeola speciosa
- حواصیل برکه‌ای ماداگاسکاری،  Ardeola idae
- حواصیل شکم‌حنایی،  Ardeola rufiventris